# Drepanosticta asahinai
Drepanosticta asahinai är en trollsländeart som beskrevs av Sasamoto och Karube 2007. Drepanosticta asahinai ingår i släktet Drepanosticta och familjen Platystictidae. Inga underarter finns listade i Catalogue of Life.